# 蒼天之拳
《蒼天之拳》是《北斗神拳》的前傳，武論尊監修，原哲夫原作漫畫，2001年於新潮社《週刊Comic Bunch》開始連載，並於2010年雜誌休刊的同時暫停連載。
2017年開始，在月刊COMIC ZENON以《蒼天之拳 再生》的名義重新開始連載，並改由原哲夫的弟子辻秀輝作畫、八津弘幸擔任劇本創作。2020年休載，至2024年11月25日發行之月刊COMIC ZENON 1月號方重啟連載。

## 內容簡介
北斗神拳是太古時代創造出來保護皇帝的暗殺拳法，原本每代只傳一人。
但在三國時代由於出現了三個皇帝，因而分裂成四派(本派、劉、曹、孫，此前則早有宗家拳，還有人認為有守護僧團和從者的專用拳法)。
故事發生在1935年黑道勢力橫行的上海。主角霞拳志郎是北斗神拳主角拳四郎（二人名字日文讀音相同，「健次郞」係誤譯）的伯父，北斗神拳第62代傳人，人稱閻王。拳志郎原本是東京的一所大學的講師，他刻意把自己的能力隱藏起來，平時活像一個普通人（其外表打扮跟北斗神拳的主角有很大分別）。但後來青幫的朋友李永健到東京找他，並說他的朋友青幫幫主潘光琳及其妹潘玉玲（拳志郎的戀人）遇害之後，便隻身啟程到上海。
在三國時代，由於戰亂，北斗神拳亦多分了三個流派，分別是北斗孫家拳, 北斗曹家拳和北斗劉家拳。而當拳志郎到了上海，必須與三個流派的高手戰鬥，以維持他才是北斗神拳的正統。同時拳志郎亦必須幫助潘光琳的青幫對抗另一個作姦犯科的幫派紅華會，以擴大在上海的勢力。
劇情不少部份均來自史實，有上海租界（故事焦點集中在法租界）、猶太人從納粹德國的屠殺中逃亡到中國、日本軍隊入侵中國，而蔣介石、中國國民黨、中國共產黨、滿洲國也有被提及。
原哲夫曾到上海取材，他希望故事的打鬥場面更像中國武術，而蒼天之拳中的招式的確比北斗神拳的更快和更豐富的細節。
一些剧情描写：
第二卷的故事中法国势力的态度：“法国政府希望将魔都·上海加以净化……”

## 人物介紹

### 北斗神拳
- 霞拳志郎（霞拳志郎（かすみ けんしろう），聲：（日）山寺宏一；（港）蘇強文）

本作的主角，北斗神拳第62代傳人，人稱閻王。特徵為褐色至肩的頭髮，體格高大健壯，有抽菸習慣，即使在打架中被擊倒仍不忘記點菸。其嗅覺非常靈敏，擁有非一般的記憶力（看書時）。喜歡看書，經常到書店看書。其格鬥風格較像北斗神拳的道奇，故事的開始是東京的大學講師。北斗神拳中並未提及拳志郎此一角色，但由於北斗神拳中另有一與霞羅門競爭第63代傳人之位的狂龍，故兩者常被混淆，但實為不同人物。
- 霞羅門（霞羅門（かすみ らもん），聲：（日）麦人／近藤隆（少年）；（港）林保全／張方正（少年））

拳志郎的弟弟，北斗神拳第63代傳人（後來改名為龍拳）。北斗神拳主角拳四郎的名字是以其兄長霞拳志郎的名來命名。
- 霞鐵心（霞鉄心（かすみ てっしん））

拳志郎和羅門的父親，北斗神拳第61代傳人。
- 宗拳

北斗神拳始祖，生於三國時代，從月氏習得西斗月拳控制經絡秘孔技藝。為免西斗月拳落入惡徒之手破壞和平而抹殺所有西斗月拳傳人。

#### 北斗劉家拳
即是北斗神拳中的北斗琉拳。
- 劉宗武（劉宗武（りゅう そうぶ））

北斗劉家拳的傳人，譽為劉家拳的天才，納粹德軍少尉，一直尋找殺害其家人的杜天風並報復。以拳法家的身份履行北斗鐵則，執行天授之儀與拳志郎決鬥。
- 夏文麗（夏文麗（か ぶんれい））

劉宗武以前的戀人，胸部遭劉宗武所刨，其後出家為尼。
- 瞬奇 
- 劉玄信（劉玄信（りゅう げんしん））

北斗劉家拳的傳人，魏瑞鷹、劉宗武之師。

#### 北斗曹家拳
- 張太炎（張太炎（ちょう たいえん），聲：（日）大塚芳忠／梶裕貴（少年）；（港）陳卓智／黃淑芬（少年））

章大嚴養子。其母親被揭發未入門已懷有身孕，並瞞騙章大嚴六年之久，為使章大嚴放過張太炎而自殺。張太炎對此事而痛恨章大厳，改跟母姓並偷偷苦綀曹家拳，長大後假裝沉迷女色(看到漂亮的都敢搶,外號新娘強盜)，實為拳法高手。曾跟隨拳仙.李散習得幻夢百奇腳(無影腳)。後被拳志郎擊敗，領悟其拳不能擊敗北斗神拳，明白自身拳法之墜落並返回家門挑戰養父章大嚴。通過傳承者比武，撃殺養父章大嚴成為北斗曹家拳傳承者。
- 章大嚴（章大厳（しょう だいげん），聲：（日）加藤精三；（港）張炳強）

譽為曹家拳之鬼，章烈山之父、張太炎養父。於傳承者比武中被張太炎撃殺。
- 一星（聲：（日）長嶝高士；（港）劉昭文）
- 二番星（二番星（にばんぼし），聲：（日）上別府仁資；（港）朱子聰）

#### 北斗孫家拳
- 芒狂雲（芒狂雲（ぼう きょううん），聲：（日）梁田清之；（港）李錦綸）

人稱靈王，擁有驚人聽力。精通北斗孫家拳中的「祕孔變位」及能使「狂神魂」提昇自身狂氣，因強練「祕孔變位」而縮短壽命。因政治因素而成為潘玉玲未婚夫，但玉玲愛的人是拳志郎，因妒嫉而遷怒拳志郎並對潘玉玲下殺機。因深愛著潘玉玲而未能下殺手，為了報復，他將潘玉玲的記憶消除並交予馬賊。他因一名奇怪的老占星者而實現他「與值得殺了我的人戰鬥」的願望。應紅華會邀請而成為刺客與拳志郎交手併負予拳志郎。比武被紅華會打斷，被亂槍擊中而拳志郎將之救出，但在說出玉玲未死後傷發身亡。
- 基斯大佐（シャルル・ド・ギーズ，聲：（日）楠大典；（港）陳欣）

猶太裔法國情報武將。北斗孫家拳門人，有一妹蘇菲。為建立流浪民族的桃源鄉與北大路剛士合作淨化上海計劃。後猶太人組織要求流飛燕交艾莉卡予基斯，因未能通過流飛燕的試煉死於極十字聖拳下。
- 孫家拳之師父（孫家拳の師父，聲：（日）澤木郁也；（港）盧國權）

#### 極十字聖拳
北斗劉家拳旁支，魏瑞鷹所創。拳風與前作的南斗聖拳非常相似，據官方解釋是因為魏鷹瑞參考了南斗招式而創造的，以手刀切割、突刺為主。
- 魏瑞鷹（魏瑞鷹（ぎ ずいよう））

北斗劉家拳門人。一心超越北斗神拳而不斷苦綀劉家拳，因出關的挑戰試煉失敗而失去一足。出走師門流浪修行，為超越北斗神拳而另創極十字聖拳。
- 彪白鳳（彪白鳳（ひょう はくほう））

小時因家景貧窮憤而偷竊高利貸金錢分予窮人，被人吊於樹上。魏瑞鷹恰好經過而被救，後因流飛燕向其弟而要求魏瑞鷹收他為徒弟，十分疼愛流飛燕並視為親弟。在不知情下，被納粹伏擊而死。
- 流飛燕（流飛燕（りゅう ひえん））

彪白鳳師弟，外號死鳥鬼，背負南十字星宿命，不斷找尋被保護的事物並為其瘋狂。因保鑣工作而在俄羅斯遇上艾莉卡，被艾莉卡感動且在其身上找到失去已久為人的眼淚，從而決心保護艾莉卡。為了保護艾莉卡而到上海，視艾莉卡如女兒，只會交艾莉卡予比自己強的人保護而殺死基斯。敗給拳志郎後，本想將艾莉卡負托拳志郎，但艾莉卡未有依從因而能夠繼續相處。後因身為北斗門人被雅薩卡追蹤發現並用西斗月拳將之擊殺。

### 西斗月拳
出於中東的神秘拳法，被北斗神拳創始人宗拳在「中國」所抹殺的戰場拳法，但一直在國外流傳的，最擅長控制經絡秘孔，能同時擊中多個秘孔。
- 雅薩卡（ヤサカ），聲：（日）佐藤節二）

西斗月拳傳承者。為報復北斗神拳的抹殺而不斷尋找北斗傳人並殺死。
- 牙瑪

西斗月拳門人，宗拳的愛人，並懷有宗拳孩子，其後，為了保護孩子不被西斗月拳門人追殺而以自盡換取孩子性命。

### 拳士以外

#### 主要人物
- 潘光琳（潘光琳（はん こうりん），聲：（日）寺杣昌紀／高城元氣（少年）；（港）陳廷軒／李致林（少年））

拳志郎的至交。從上海的流氓逐步成為青幫的首領，非常疼愛唯一的親妹潘玉玲。拳志郎離開上海後被吳東來伏擊生擒，關押其間被虐待折磨，足部因被老鼠咬食而殘廢。被拳志郎救出後重新建立青幫並與基斯及北大路剛士合作操縱上海。在章烈山報復行動中被狙擊中槍，拳志郎使出北斗神拳點下活命的秘孔奇蹟地救活。因身體機能大為衰退，本願想親妹潘玉玲與拳志郎過平凡生活，但在不情願情況下交青幫予潘玉玲。
- 潘玉玲（潘玉玲（はん ぎょくれい），聲：（日）久川綾；（港）程文意）

潘光琳的妹妹，拳志郎的情人。政治因素而成為靈王的未婚妻，但心中愛的卻是拳志郎，被靈王消去記憶，託付給馬賊化名為李秀寶。失去記憶期間極得馬賊愛戴成為首領，在紅華會事件之後恢復記憶，繼潘光琳成為青幫的首領並與拳志郎結婚。
- 楊美玉（楊美玉（やん びぎょく），聲：（日）大原沙耶香；（港）魏惠娥）

潘光琳、潘玉玲兄妹的青梅竹馬。作為當時中國有名的女明星同時也是潘光琳的戀人。無論吳東來如何的威脅利誘，也沒有改變信念。

#### 北斗關係者
- 美福庵主（美福庵主（みふくあんしゅ）））

劉玄信之女，霞鐵心愛人，拳志郎親母。容貌跟年齡不相稱地年輕，充滿迷團的女人。

#### 青幫
- 李永健（李永健（り えいけん），聲：（日）佐佐木梅治；（港）譚炳文）

擅使毒，人稱睡龍的青幫殺手。青幫中落期間受到折磨致手足殘障，為尋找機會到日本把潘玉玲的信及青幫消息通知拳志郎而成為溥儀的試毒員，最後敵不過歲月摧殘離世。
- 葉（聲：（日）有本欽隆, 檜山修之 [2018版]；（港）馮錦堂）

未有透露名字。潘光琳在青幫的左右手。青幫中落期間被紅華會報復，折磨至全身皮膚壞死，全身長期纏上繃帶。
- 葉子英（葉子英（よう しえい），聲：（日）佐藤雄大；（港）張裕東）

葉之子。因偷取剛回上海拳志郎的包袱被跟蹤，使葉與拳志郎重逢。
- 沈（聲：（日）秋元羊介；（港）黃子敬）
- 翁洪元（翁洪元（おう こうげん），聲：（日）有本欽隆；（港）林國雄）

#### 紅華會
- 章烈山（章烈山（しょう れつざん））

前北洋軍閥。國民党西北軍元帥、紅華会御大。
- 黃西飛（黄西飛（こう せいひ），聲：（日）秋元羊介；（港）盧國權）
- 吳東來（呉東来（ご とうらい），聲：（日）茶風林；（港）陳廷軒）
- 田學芳（田学芳（でん がくほう），聲：（日）稻葉實；（港）張炳強）
- 陳永祥（陳永祥（ちん えいしょう），聲：（日）二又一成；（港）梁志達）
- 憑英正（憑英正，聲：（日）寶龜克壽；（港）劉昭文）
- 沐大洪（沐大洪，聲：（日）天田益男；（港）林保全）
- 朱（聲：（日）西嶋陽一；（港）朱子聰）
- 朱富德（朱富徳（しゅ とみとく），聲：（日）西嶋陽一；（港）朱子聰）
- 戈蘭（聲：（日）園部好德；（港）梁志達）
- 張（聲：（日）天田益男；（港）林國雄）
- 占・卡路尼（ジャン・カルネ，聲：（日）池田勝；（港）譚炳文）
- 馬爾羅（マルロー，聲：（日）仲木隆司；（港）李錦綸）

#### 国民党
- 蒋介石

国民政府军事委员会委员长。
- 陈立夫

国民党中央组织部部长。
- 何应钦

中华民国陆军一级上将（书中标注为上将，实际何应钦在1935年4月已晋升为一级上将）。
- 张群

国民政府外交部长。

#### 納粹黨
- 希特勒（ヒットラー）

纳粹党党首，纳粹德国元首。
- 愛德蒙‧海克勒（エドモンド・ヘッケラー）

中國政府的軍事顧問，納粹德國的國防軍上校，私底下是個武器商人。因軍火交易而協助杜天風殺害劉宗武，但反被其所殺。
- 汉斯·冯·塞克特（ハンス・フォン・ゼークト）

德国陆军大将。

#### 其他人物
- 愛新覺羅溥儀（愛新覚羅溥儀（あいしんかくら ふぎ），聲：（日）家中宏；（港）劉昭文）
- 金克榮（金克栄（きん かつえい），聲：（日）大友龍三郎；（港）張炳強）

外號河北拳俠，八極拳高手。在日本挑戰拳志郎，但拳志郎未有使用北斗神拳已被擊敗，幫助拳志郎把李永健遺體運回中國。
- 神秘道士（謎の道士，聲：（日）池田勝；（港）林國雄）
- 崔（聲：（日）上別府仁資；（港）陳卓智）
- 北大路剛士（北大路剛士（きたおおじ たけし），聲：（日）佐佐木勝彥；（港）盧國權）
- 北大路綾（北大路綾（きたおおじ あや），聲：（日）久川綾；（港）張頌欣）
- 金藤政夫（金藤政夫（こんどう まさお），聲：（日）中多和宏；（港）李錦綸）
- 蘇菲（聲：（日）田中理惠；（港）梁少霞）
- 除詠進（除詠進（じょ えいしん），聲：（日）西嶋陽一；（港）梁志達）
- 彼得（聲：（日）神谷浩史；（港）張方正）
- 杜天風（杜天風（と てんぷう））

秘密組織「太湖幫」的頭目，也是黑社會的大人物。享年59歲，死因：電死加浸死。
- 艾莉卡·阿倫特（エリカ・アレント，声：上坂堇）

猶太少女，跟拳志郎一樣擁有非一般的記憶力，腦袋記下一整本希望的目錄，家人遭納粹德國所殺，由流飛燕在莫斯科帶到上海以逃避追殺。飛燕敗給拳志郎後，艾莉卡不肯與飛燕分離，而與假裝為神父的飛燕一起。

## 出版書籍
蒼天の拳（蒼天之拳）
| 集數 | 新潮社        | 新潮社                 | 東立出版社     | 東立出版社             | 玉皇朝         | 玉皇朝                 |
| 集數 | 發售日期      | ISBN                   | 發售日期       | ISBN                   | 發售日期       | ISBN                   |
| ---- | ------------- | ---------------------- | -------------- | ---------------------- | -------------- | ---------------------- |
| 1    | 2001年10月1日 | ISBN 978-4-10-771000-0 | 2001年11月10日 | ISBN 986-11-0012-1     | 2003年7月14日  | ISBN 978-962-997-681-1 |
| 2    | 2002年1月1日  | ISBN 978-4-10-771016-1 | 2002年2月4日   | ISBN 986-11-0219-1     | 2003年7月14日  | ISBN 978-962-997-682-8 |
| 3    | 2002年5月9日  | ISBN 978-4-10-771036-9 | 2002年5月21日  | ISBN 986-11-0478-X     | 2003年7月14日  | ISBN 978-962-997-851-8 |
| 4    | 2002年8月9日  | ISBN 978-4-10-771051-2 | 2002年8月16日  | ISBN 986-11-0732-0     | 2003年7月14日  | ISBN 978-962-997-852-5 |
| 5    | 2003年1月9日  | ISBN 978-4-10-771073-4 | 2003年1月23日  | ISBN 986-11-1740-7     | 2003年7月14日  | ISBN 978-962-997-997-3 |
| 6    | 2003年5月9日  | ISBN 978-4-10-771089-5 | 2003年9月9日   | ISBN 986-11-2332-6     | 2003年7月14日  | ISBN 978-962-882-179-2 |
| 7    | 2003年9月9日  | ISBN 978-4-10-771112-0 | 2003年11月6日  | ISBN 986-11-3021-7     | 2004年6月8日   | ISBN 978-962-884-264-3 |
| 8    | 2004年1月9日  | ISBN 978-4-10-771129-8 | 2004年2月6日   | ISBN 986-11-3272-4     | 2004年6月8日   | ISBN 978-962-885-642-8 |
| 9    | 2004年5月8日  | ISBN 978-4-10-771151-9 | 2004年5月27日  | ISBN 986-11-4060-3     | 2004年6月8日   | ISBN 978-962-886-438-6 |
| 10   | 2004年8月9日  | ISBN 978-4-10-771167-0 | 2004年8月25日  | ISBN 986-11-4413-7     | 2004年9月16日  | ISBN 978-962-886-510-9 |
| 11   | 2004年12月9日 | ISBN 978-4-10-771189-2 | 2004年12月24日 | ISBN 986-11-4414-5     | 2004年12月28日 | ISBN 978-962-886-598-7 |
| 12   | 2005年3月9日  | ISBN 978-4-10-771206-6 | 2005年3月19日  | ISBN 986-11-5696-8     | 2005年4月1日   | ISBN 978-962-888-659-3 |
| 13   | 2005年7月8日  | ISBN 978-4-10-771225-7 | 2005年7月30日  | ISBN 986-11-6719-6     | 2005年8月5日   | ISBN 978-962-888-735-4 |
| 14   | 2006年1月7日  | ISBN 978-4-10-771258-5 | 2006年1月26日  | ISBN 986-11-6720-6     | 2006年2月14日  | ISBN 978-962-892-362-5 |
| 15   | 2006年7月7日  | ISBN 978-4-10-771281-3 | 2006年7月31日  | ISBN 986-11-8165-2     | 2006年7月29日  | ISBN 978-962-892-489-9 |
| 16   | 2007年2月9日  | ISBN 978-4-10-771318-6 | 2007年3月30日  | ISBN 978-986-118166-0  | 2007年3月26日  | ISBN 978-962-895-153-6 |
| 17   | 2007年9月8日  | ISBN 978-4-10-771356-8 | 2007年10月22日 | ISBN 978-986-11-9696-1 | 2007年10月13日 | ISBN 978-962-897-713-0 |
| 18   | 2008年3月8日  | ISBN 978-4-10-771387-2 | 2008年4月10日  | ISBN 978-986-11-9697-8 | 2008年4月17日  | ISBN 978-988-800-160-6 |
| 19   | 2008年10月9日 | ISBN 978-4-10-771421-3 | 2008年11月7日  | ISBN 978-986-11-1582-8 | 2008年11月28日 | ISBN 978-988-801-237-4 |
| 20   | 2009年3月9日  | ISBN 978-4-10-771467-1 | 2009年4月9日   | ISBN 978-986-10-2561-2 | 2009年4月12日  | ISBN 978-988-801-373-9 |
| 21   | 2009年12月9日 | ISBN 978-4-10-771535-7 | 2010年2月6日   | ISBN 978-986-10-3505-5 | 2010年1月21日  | ISBN 978-988-804-732-1 |
| 22   | 2010年11月9日 | ISBN 978-4-10-771601-9 | 2011年3月15日  | ISBN 978-986-10-4998-4 | 2011年2月23日  | ISBN 978-988-8089-19-2 |

蒼天の拳 リジェネシス（蒼天之拳 再生）
| 集數 | North Stars Pictures | North Stars Pictures   | 玉皇朝         | 玉皇朝                 |
| 集數 | 發售日期             | ISBN                   | 發售日期       | ISBN                   |
| ---- | -------------------- | ---------------------- | -------------- | ---------------------- |
| 1    | 2018年3月20日        | ISBN 978-4-19-980480-9 | 2019年12月17日 | ISBN 978-988-8584-88-8 |
| 2    | 2018年11月20日       | ISBN 978-4-19-980515-8 | 2020年1月15日  | ISBN 978-988-8584-89-5 |
| 3    | 2019年7月20日        | ISBN 978-4-19-980580-6 | 2020年3月14日  | ISBN 978-988-8671-09-0 |
| 4    | 2020年2月20日        | ISBN 978-4-19-980616-2 | 2020年8月4日   | ISBN 978-988-8671-55-7 |
| 5    | 2025年7月18日        | ISBN 978-4-86-720163-3 |                |                        |

## 電視動畫

### 主題曲
蒼天之拳
片頭曲
填詞、主唱：愛内里菜，作曲：小島久尚，編曲：葉山武
片尾曲
（第1話：第12話）
填詞、作曲、編曲：徳永暁人，主唱：doa
「Kissing til i die」（第13話：第26話）
填詞、主唱：真中潤，作曲：後藤康二，編曲：

蒼天之拳 REGENESIS
片頭曲「蒼天の果てに」
填詞、主唱：AK-69，作曲：RYUJA、AK-69
片尾曲
填詞、作曲、編曲：AJURIKA，主唱：上坂堇

### 各話列表
| 話數 | 日文標題 | 中文標題 | 分鏡                       | 演出               | 作畫監督                                                   |
| ---- | -------- | -------- | -------------------------- | ------------------ | ---------------------------------------------------------- |
| 1    |          |          | 山口美浩                   | 岩永悦宜           | 津幡佳明                                                   |
| 2    |          |          | 立仙裕俊 山口美浩          | 立仙裕俊           | 小山知洋                                                   |
| 3    |          |          | 岩永悦宜                   | 岩永悦宜           | 能地清                                                     |
| 4    |          |          | 坂田純一                   | 清水一伸           | 山本善哉                                                   |
| 5    |          |          | 池畠博史 山口美浩          | 池畠博史           | 伊真田寬樹 金一培                                          |
| 6    |          |          | 渡邊正樹                   | 粟井重紀           | 服部一郎                                                   |
| 7    |          |          | 三原武憲                   | 山口美浩           | 津田昭宏                                                   |
| 8    | [ 1 ]    |          | 渡邊正樹                   | 立仙裕俊           | 小山知洋                                                   |
| 9    |          |          | 山口美浩、岩永悦宜         | 山口美浩、岩永悦宜 | 能地清、服部一郎                                           |
| 10   |          |          | 山口美浩                   | 池畠博史           | 伊真田寬樹、金一培                                         |
| 11   |          |          | 坂田純一                   | 清水一伸 山口美浩  | 川本良                                                     |
| 12   |          |          | 岡尾貴洋 青井清年          | 岡尾貴洋           | 青井清年                                                   |
| 13   |          |          | 山口美浩 立仙裕俊          | 又野弘道           | 小山知洋                                                   |
| 14   |          |          | 山口美浩                   | 西山明樹彦         | 須田正己、結城孝義                                         |
| 15   |          |          | 渡邊正樹                   | 山崎友正           | 井口忠一                                                   |
| 16   |          |          | 山口美浩 岩永悦宜 渡邊正樹 | 楠本巨樹           | 楊楚、向暉、結城孝義 武本大介、金一培 友田美智子、谷口守泰 |
| 17   |          |          | 山口美浩 池畠博史          | 森作友樹 楠本巨樹  | 武本大介、金一培 友田美智子、谷口守泰                      |
| 18   |          |          | 江上潔                     | 冨田剛司 山口美浩  | 芹沢博、中澤勇一 西山忍、武本大介 金一培、友田美智子       |
| 19   |          |          | 山口美浩                   | 冨田剛司           | 服部一郎                                                   |
| 20   |          |          | 江上潔                     | 粟井重紀 高橋春男  | 楊楚、向暉、結城孝義                                       |
| 21   |          |          | 又野弘道                   | 又野弘道           | 小山知洋                                                   |
| 22   |          |          | 江上潔                     | 鈴野貴一           | 結城孝義、金有天                                           |
| 23   |          |          | 江上潔                     | 楠本巨樹           | 服部一郎、能地清                                           |
| 24   |          |          | 渡邊正樹                   | 渡邊正樹           | 芹沢博、金京官                                             |
| 25   |          |          | 渡邊正樹                   | 山崎友正           | 井口忠一、八木元喜                                         |
| 26   |          |          | 山口美浩                   | 山口美浩           | 津幡佳明、須田正己 服部一郎、能地清                        |

| 話數 | 日文標題 | 中文標題                | 演出     | 故事轴   |
| ---- | -------- | ----------------------- | -------- | -------- |
| 1    |          | 北斗神拳傳承者 霞拳志郎 | 鹿住朗生 | 龜井隆   |
| 2    |          | 無法達成的願望          | 鹿住朗生 | 井手惠介 |
| 3    |          | 浴血死鳥鬼              | 高野怜大 | 龜井隆   |
| 4    |          | 北斗神拳的源流          | 菅井進   | 安藤裕章 |
| 5    |          | 餓狼的怨念              | 高野怜大 | 龜井隆   |
| 6    |          | 踏上旅途的燕子          | 龜井隆   | 井手惠介 |
| 7    |          | 兩千年的愛              | 菅井進   | 安藤裕章 |
| 8    |          | 宿命的死鬥              | 龜井隆   | 井手惠介 |
| 9    |          | 寬恕者                  | 高野大   | 龜井隆   |
| 10   |          | 年輕的傳承者            | 菅井進   | 安藤裕章 |
| 11   |          | 天斗聖陰拳              | 高野大   | 龜井隆   |
| 12   |          | 念友之拳                | 鹿住朗生 | 井手惠介 |
| 13   |          | 神選之民                | 菅井進   | 安藤裕章 |
| 14   |          | 對義兄的憧憬            | 龜井隆   | 井手惠介 |
| 15   |          | 成為現實的預言          | 菅井進   | 安藤裕章 |
| 16   |          | 米伽多爾之雷            | 高野大   | 龜井隆   |
| 17   |          | 無法交織在一起的心思    | 菅井進   | 鹿住朗生 |
| 18   |          | 拿轄的落日              | 高野大   | 龜井隆   |
| 19   |          | 消散去逝的男子漢        | 鹿住朗生 | 鹿住朗生 |
| 20   |          | 霞拳心之路              | 鹿住朗生 | 龜井隆   |
| 21   |          | 決死的命運              | 菅井進   | 鹿住朗生 |
| 22   |          | 傳承的活法              | 鹿住朗生 | 龜井隆   |
| 23   |          | 一名少女 艾麗卡·阿倫特  | 菅井進   | 鹿住朗生 |

### 播放電視台
| Animax 星期一至五 22:30－23:00                                                                      | Animax 星期一至五 22:30－23:00     | Animax 星期一至五 22:30－23:00          |
| --------------------------------------------------------------------------------------------------- | ---------------------------------- | --------------------------------------- |
| | 蒼天之拳 （2012年4月6日－5月11日） |                                         |
| 鋼殼都市雷吉歐斯                                                                                    | 北斗神拳-天之霸王                  |                                         |
| Animax 每日 22:30－23:00                                                                            |                                    |                                         |
| 城市獵人91（星期一至四22:00-23:00） （2012年12月24日 - 2013年1月2日） （11/02 22:00 - 22:30完結篇） | 蒼天之拳 （2013年1月2日－1月27日)  | 艾蕾卡7 （2013年1月28日 - 2013年3月2日) |

## 外部連結
- （日語）蒼天之拳官方網站 （页面存档备份，存于）
- 蒼天の拳 リジェネシス （页面存档备份，存于） - 原作「第2部」および2018年版アニメ『REGENESIS』の情報を含めた総合情報サイト。
- 「蒼天之拳 REGENESIS」官方的X（前Twitter）
- 蒼天之拳（漫畫）在動畫新聞網百科全書中的資料（英文）